# Badia de Guillola
La badia de Guillola és una badia al terme municipal de Cadaqués entre el Cap de Creus i Port Lligat. La badia de Guillola és un indret aïllat, sobretot a l'hivern. No hi ha bars ni restaurants, tan sols algunes barraques agrícoles per al manteniment dels olivars i els habitatges d'una urbanització dels anys 70 a la part més llunyana des del nucli urbà de Cadaqués.